# ۷۹۶ (میلادی)
۷۹۶ (میلادی) هفتصد و نود و ششمین سال تقویم میلادی است.

## درگذشتگان
‎